# بروک بالدوین
لارن بروک بالدوین (انگلیسی: Brooke Baldwin ; ۱۲ ژوئیهٔ ۱۹۷۹) روزنامه‌نگار، مجری تلویزیونی و نویسنده آمریکایی است که از سال ۲۰۰۸ تا ۲۰۲۱ در سی‌ان‌ان حضور داشت. بالدوین میزبان اتاق خبر سی.ان. ان با بروک بالدوین بود که از ساعت ۳ بعدازظهر تا ۴ بعد از ظهر منطقه زمانی شرقی در روزهای هفته پخش می‌شد.

## دوران کودکی و تحصیل
بروک بالدوین در آتلانتا، جورجیا به دنیا آمد، او دوران تحصیل خود را در مدرسه وست مینستر، یک کالج خصوصی بود گذراند، در سال ۲۰۰۱، او با مدرک لیسانس زبان اسپانیایی از دانشگاه کارولینای شمالی در چپل هیل و در رشته روزنامه‌نگاری این دانشگاه در کالج هاسمن در مقطع کارشناسی فارغ‌التحصیل شد. او همچنین در خارج از کشور در دانشگاه ایبرو آمریکایی در مکزیکوسیتی تحصیل کرد.

## فعالیت حرفه‌ای
بالدوین کار خود را در سال ۲۰۰۱ در تلویزیون WVIR-TV در شارلوتزویل، ویرجینیا آغاز کرد و بعداً مجری صبحگاهی شعبه تلویزیون WOWK-TV در منطقه هانتینگتون و چارلستون، ویرجینیای غربی شد. او بعداً به عنوان گزارشگر اصلی برنامه خبری ساعت ۱۰شب به تلویزیون WTTG در واشینگتن دی سی پیوست.

### سی‌ان‌ان
بالدوین در سال ۲۰۰۸ به سی‌ان‌ان ملحق شد. او در روزهای هفته در برنامه «به همراه بروک بالدوین گوینده اتاق خبر CNN» تا سال۲۰۱۴ در شهر نیویورک مستقر بود.
در ۸ ژوئیه ۲۰۱۱، بالدوین پوشش ویژه CNN پرتاب نهایی شاتل فضایی آتلانتیس (STS-135) را از مرکز فضایی کندی گزارش کرد.
مستند بالدوین برای گرفتن یک قاتل سریالی برنده مدال نقره جهانی بهترین گزارش تحقیقی در جوایز بین‌المللی تلویزیون و فیلم جشنواره نیویورک در سال ۲۰۱۲شد او برای پوشش خبری تظاهرات مرگ بر اثر خفگی در شهر نیویورک در پی مرگ اریک گارنر در سال ۲۰۱۴ نامزد دریافت جایزه امی شد.
او دومین مراسم تحلیف پرزیدنت اوباما را در ژانویه ۲۰۱۳ از واشینگتن، دی.سی. پوشش داد
در سال ۲۰۱۵، بالدوین میزبان یک تالار شهر در واشینگتن دی سی، در مورد خشونت با اسلحه بود که برای آن فینالیست جایزه پیبادی بود.
بالدوین در جریان اعتراضات بالتیمور در سال ۲۰۱۵ مورد انتقاد قرار گرفت، زمانی که به اشتباه اظهاراتی را نسبت داد که شنیده بود کهنه سربازان مسئول ناآرامی‌ها هستند - وی گفته بود سربازانی که افسر پلیس می‌شوند «از جنگ که برمی گردند، جامعه را نشناخته وارد نبرد می‌کنند.» او بعداً از طریق توییتر و روز بعد روی آنتن تلویزیون از اظهاراتش عذرخواهی کرد. اریک ومپل در واشینگتن پست نوشت: «بروک بالدوین از سی‌ان‌ان به بقیه رسانه‌ها نشان می‌دهد که چگونه عذرخواهی کنند».
در ژوئن ۲۰۱۶، بالدوین به‌طور زنده از اورلاندو، فلوریدا گزارش داد و قربانیان و بازماندگان تیراندازی باشگاه شبانه اورلندو را پوشش داد.
او در ۲۰ ژانویه ۲۰۱۷ مراسم تحلیف رئیس‌جمهور ترامپ را پوشش داد. در ۱۶ فوریه ۲۰۲۱، بالدوین اعلام کرد که سی‌ان‌ان را در اواسط آوریل ترک خواهد کرد. او آخرین برنامه خود را در ۱۶ آوریل اجرا کرد

### شب سال نو (پخش زنده)
از سال ۲۰۱۰ تا ۲۰۲۰ بالدوین مجری بخشی از برنامه زنده شب سال نو سی ان ان با اندرسون کوپر بود. وی قبلاً با کتی گریفین کار می‌کرد که پیش از این از نیواورلئان با دان لمن به‌طور زنده برنامه پخش می‌کرد. پیش از این، بالدوین همین برنامه را از نشویل، تنسی در سال‌های ۲۰۱۰ و ۲۰۱۱ اجرا کرد.

### سی‌ان‌ان دات کام
| پخش شد          | عنوان                                                              |
| --------------- | ------------------------------------------------------------------ |
| ۱۸ مارس ۲۰۱۵    | فتح کوه کلیمانجارو: ۱۰ درس ضروری                                   |
| ۸ اکتبر ۲۰۱۵    | یافتن معنای خانه در آفریقا                                         |
| ۳ دسامبر ۲۰۱۵   | بروک بالدوین: دوباره تیراندازی شد…                                 |
| ۱۸ آوریل ۲۰۱۶   | بروک بالدوین: من از جهانی در حال جنگ گزارش می‌کنم. او در یکی می‌جنگد |
| ۲۰ آوریل ۲۰۱۶   | ۴ پرواز، یک ناو هواپیمابر و یک هلیکوپتر                            |
| ۱۸ سپتامبر ۲۰۱۸ | بروک بالدوین: در سال ۲۰۱۷با زنان اینگونه صحبت می‌کنید؟ به هیچ وجه   |
| ۱۹ ژانویه ۲۰۱۸  | زن آمریکایی با بروک بالدوین                                        |

## زن آمریکایی
در سال ۲۰۱۷، سی‌ان‌ان در سریال زن آمریکایی، بالدوین را در کنار شریل کرو، بتی وایت، ایوا دوورنی، دایان فون فورستنبرگ، ایسا رای، اشلی گراهام، تریسی ریس و پت بناتر معرفی کرد.

## هادل
بالدوین اولین کتاب خود را در آوریل ۲۰۲۱ در مؤسسه انتشاراتی هادل: با نام «چگونه زنان قدرت جمعی شما را می‌گشایند»منتشر کرد. در این کتاب، او با زنان متعددی از جمله ایوا دوورنی، استیسی ایبرامز و گلوریا استاینم دربارهٔ قدرتی که زنان هنگام پیوستن به یکدیگر کسب می‌کنند، مصاحبه می‌کند.

## در رسانه‌ها
در آوریل ۲۰۱۵، «بروک بالدوین با برنامه واریته سی‌ان‌ان را تقویت شگفت‌انگیزی می‌بخشد» را به نمایش گذاشت. در دسامبر ۲۰۱۵، نیویورک تایمز در مقاله مندرج در سی‌ان‌ان دات کام با بالدوین مصاحبه کرد. در مورد پوشش تیراندازی‌های دسته جمعی در آمریکا مجله ماری کلر با او در مورد پوشش تیراندازی‌های دسته جمعی مصاحبه کرد.
در سال ۲۰۱۶، مجله اله بالدوین را به عنوان یکی از پنج خبرنگار زن در سال انتخابات ۲۰۱۶ معرفی کرد. مجله مرکز شهر نیویورک در اکتبر ۲۰۱۶ بالدوین را به عنوان خبرنگار سال معرفی کرد.
در برنامه زنده شنبه شب، بالدوین در برنامه‌ای با حضور سیسیلی استرانگ و الک بالدوین در اکتبر ۲۰۱۶، یک هفته پس از انتشار نوار هالیوود دسترسی دونالد ترامپ، به انعکاس آن پرداختند.
در سال ۲۰۱۷، بالدوین در مقاله‌ای در مجله واریته با عنوان «زنان در مواجهه با تبعیض جنسی به پست‌های بالای اخبار تلویزیون می‌رسند» معرفی شد.

## زندگی شخصی
در ژوئیه ۲۰۱۷، بالدوین اعلام کرد که با جیمز فلچر تهیه‌کننده فیلم انگلیسی نامزد کرده‌است. آنها در ماه مه ۲۰۱۸ازدواج کردند بالدوین در فوریه ۲۰۲۳ از فلچر درخواست طلاق داد

## پیوند رسانه‌های اجتماعی
- بروک بالدوین در فیس‌بوک
- بروک بالدوین در توییتر
- بروک بالدوین در اینستاگرام